# Génica Athanasiou
Pour les articles homonymes, voir Athanasiou.
Génica Athanasiou est une comédienne française d'origine roumaine, née Eugenia Tănase le 3 janvier 1897 à Bucarest, morte le 13 juillet 1966 à Lagny-sur-Marne. Elle a partagé la vie de l'écrivain et poète Antonin Artaud de 1922 à 1927 et celle du réalisateur Jean Grémillon de 1928 à 1940.

## Biographie
En 1919, Génica Athanasiou quitte la Roumanie où elle est née, pour devenir comédienne à Paris, où elle étudie avec Charles Dullin. En 1921, membre à part entière de l'Atelier, la nouvelle troupe de Dullin, elle participe à son premier spectacle.
À la fin de cette année, un jeune acteur, nouveau membre de la troupe, Antonin Artaud, tombe sous le charme de sa singulière beauté. Une passion nait entre eux ; chaque jour où ils sont éloignés, Artaud lui envoie des lettres intenses, des poèmes... Artaud écrit qu'il a trouvé : « l'amour parfait, céleste que j'avais rêvé », (Lettres à Génica Athanasiou, 41) ; Génica est « le seul être avec qui je puisse être moi-même » (Lettres, 125).
« Génica fut, à n'en pas douter, le grand amour d'Artaud. Comme lui elle était comédienne et les lettres qu'il lui adresse sont à la fois l'évocation la plus douloureuse qu'un homme ait pu faire de sa souffrance, et l'une des plus belles correspondances amoureuse qu'il soit donné de lire. » Thierry Galibert.
En 1927, Génica joue dans La Coquille et le Clergyman, réalisé par Germaine Dulac sur un scénario d'Antonin Artaud. Dans les mois qui suivent, après cinq ans de passion et de tourments, les deux amants se séparent.
Parallèlement au théâtre, elle tourne pour le cinéma depuis 1924. En 1928 et en 1929, elle joue dans Maldone et dans Gardiens de phare, deux films du réalisateur Jean Grémillon, dont elle devient la compagne. Leur relation dure plus de dix ans.
Toujours fidèle au théâtre, et à la troupe de Dullin, auprès duquel elle restera durant toute sa carrière, elle abandonne pratiquement le cinéma à la fin des années 1930.
En 1958, à l'occasion du dixième anniversaire de la mort d'Antonin Artaud, elle évoque ses souvenirs avec Georges Charbonnier, pour la Radio diffusion française.

## Filmographie
- 1925 : Le Comte Kostia de Jacques Robert
- 1928 : La Coquille et le Clergyman de Germaine Dulac : La femme du général
- 1928 : Maldone de Jean Grémillon : Zita
- 1929 : Gardiens de phare de Jean Grémillon : Marie
- 1929 : La Merveilleuse Vie de Jeanne d'Arc de Marco de Gastyne
- 1932 : La Machine à sous (court métrage) de Emil-Edwin Reinert : Mielle
- 1933 : Colomba de Jacques Séverac : Colomba
- 1933 : Don Quichotte de Georg Wilhelm Pabst : La servante
- 1954 : Le Comte de Monte-Cristo de Robert Vernay : Fatima
- 1960 : En votre âme et conscience, épisode : Le Procès de Celestine Doudet ou le Secret de Mademoiselle de Jean Prat
- 1962 : Les Célibataires (TV) de Jean Prat : Léa Meyer

## Théâtre
- 1922 : L'Occasion de Prosper Mérimée, mise en scène Charles Dullin, Théâtre de l'Atelier
- 1922 : La vie est un songe de Pedro Calderón de la Barca, mise en scène Charles Dullin, Théâtre de l'Atelier
- 1922 : Antigone de Jean Cocteau d'après Sophocle, mise en scène Charles Dullin, Théâtre de l'Atelier
- 1925 : Au pied du mur d'Aragon, mise en scène Antonin Artaud, Théâtre du Vieux-Colombier
- 1926 : La Comédie du bonheur de Nicolas Evreinoff, mise en scène Charles Dullin, Théâtre de l'Atelier
- 1927 : Les Mystères de l'amour de Roger Vitrac, mise en scène Antonin Artaud
- 1928 : Bilora de Ruzzante, mise en scène Charles Dullin, Théâtre de l'Atelier
- 1928 : Volpone de Jules Romains, mise en scène Charles Dullin, Théâtre de l'Atelier
- 1928 : Partage de midi de Paul Claudel (le troisième acte seul), mise en scène Antonin Artaud, Théâtre Alfred Jarry
- 1930 : Patchouli d'Armand Salacrou, mise en scène Charles Dullin, Théâtre de l'Atelier
- 1930 : Le Stratagème des roués d'après George Farquhar, mise en scène Charles Dullin, Théâtre de l'Atelier
- 1931 : La Quadrature du cercle de Valentin Petrovitch Kataev, mise en scène François Vibert, Théâtre de l'Atelier
- 1932 : La Louise de Jean-Jacques Bernard, mise en scène Georges Pitoëff, Théâtre de l'Avenue
- 1935 : Autour d'une mère d'après Tandis que j'agonise de William Faulkner, adaptation et mise en scène Jean-Louis Barrault, Théâtre de l'Atelier
- 1935 : Le Médecin de son honneur de Calderon, mise en scène Charles Dullin
- 1937 : Jules César de William Shakespeare, mise en scène Charles Dullin, Théâtre de l'Atelier
- 1938 : Plutus, l'or... d'après Aristophane, mise en scène Charles Dullin, Théâtre de l'Atelier
- 1950 : La Grande et la Petite Manœuvre d'Arthur Adamov, mise en scène Roger Blin, Théâtre des Noctambules
- 1950 : Poof d'Armand Salacrou, mise en scène Yves Robert, Théâtre Édouard VII
- 1954 : Yerma de Federico García Lorca, mise en scène Guy Suarès, Théâtre de la Huchette
- 1956 : Hedda Gabler de Henrik Ibsen, mise en scène Guy Suarès, Théâtre Franklin

### Expositions
- 2019 : Génica Athanasiou (1897-1966). La Vie passionnée d'une actrice roumaine dans l'avant-garde parisienne / Viata pasionanta a unei actrice romana din avangarda pariziana, Bucarest, Galeria Galateca : co-production du Musée National de la Littérature Roumaine et de l'Institut français, dans le cadre de la saison France-Roumanie (commissaire : Laurence Meiffret), avec une programmation-hommage à la salle Elvire Popesco.
- 2023 : Génica Athanasiou (1897-1966). La Vie passionnée d'une actrice roumaine dans l'avant-garde parisienne, Chartres, Festival du film muet Sound of Silent (commissaire : Laurence Meiffret), avec une programmation-hommage.